# اسکانیا سری ۳
اسکانیا سری ۳ (به انگلیسی: Scania 3-series) یک مدل از کامیون‌های تولید شده شرکت اسکانیا است. این مدل در سال ۱۹۸۷ طراحی شد و جانشین سری دوم کامیون‌های این شرکت است.
در دوران تولید اسکانیا سری 3 تکنولوژی گیربکس CAG برای تعویض دنده آسان رونمایی شد که پایه گیربکس های اتوماتیک امروزی را شکل می دهد.

## نگارخانه

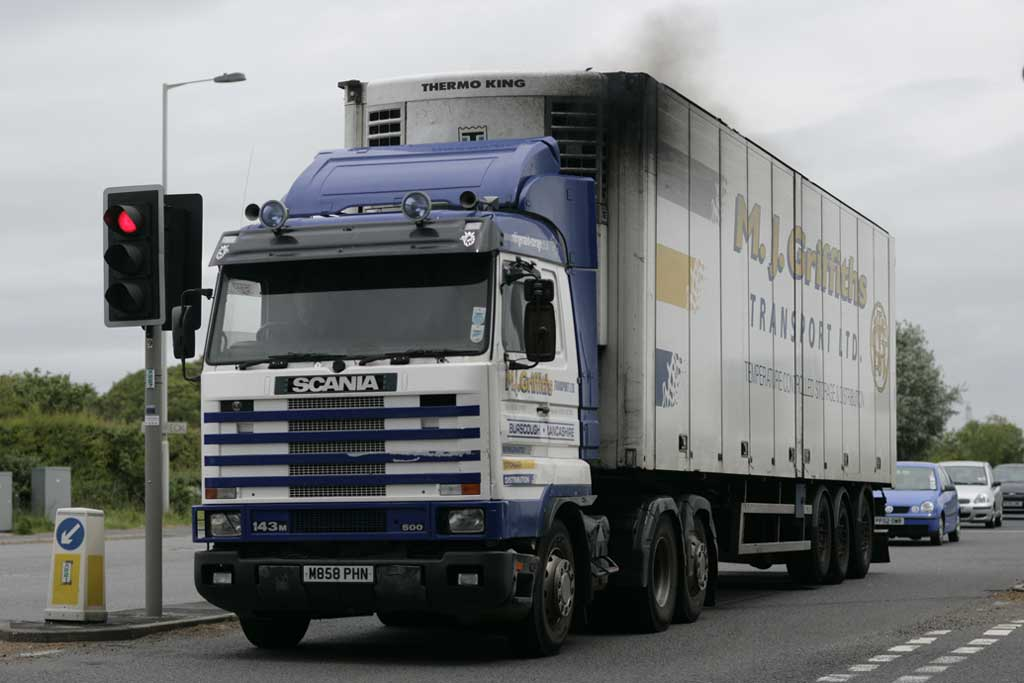
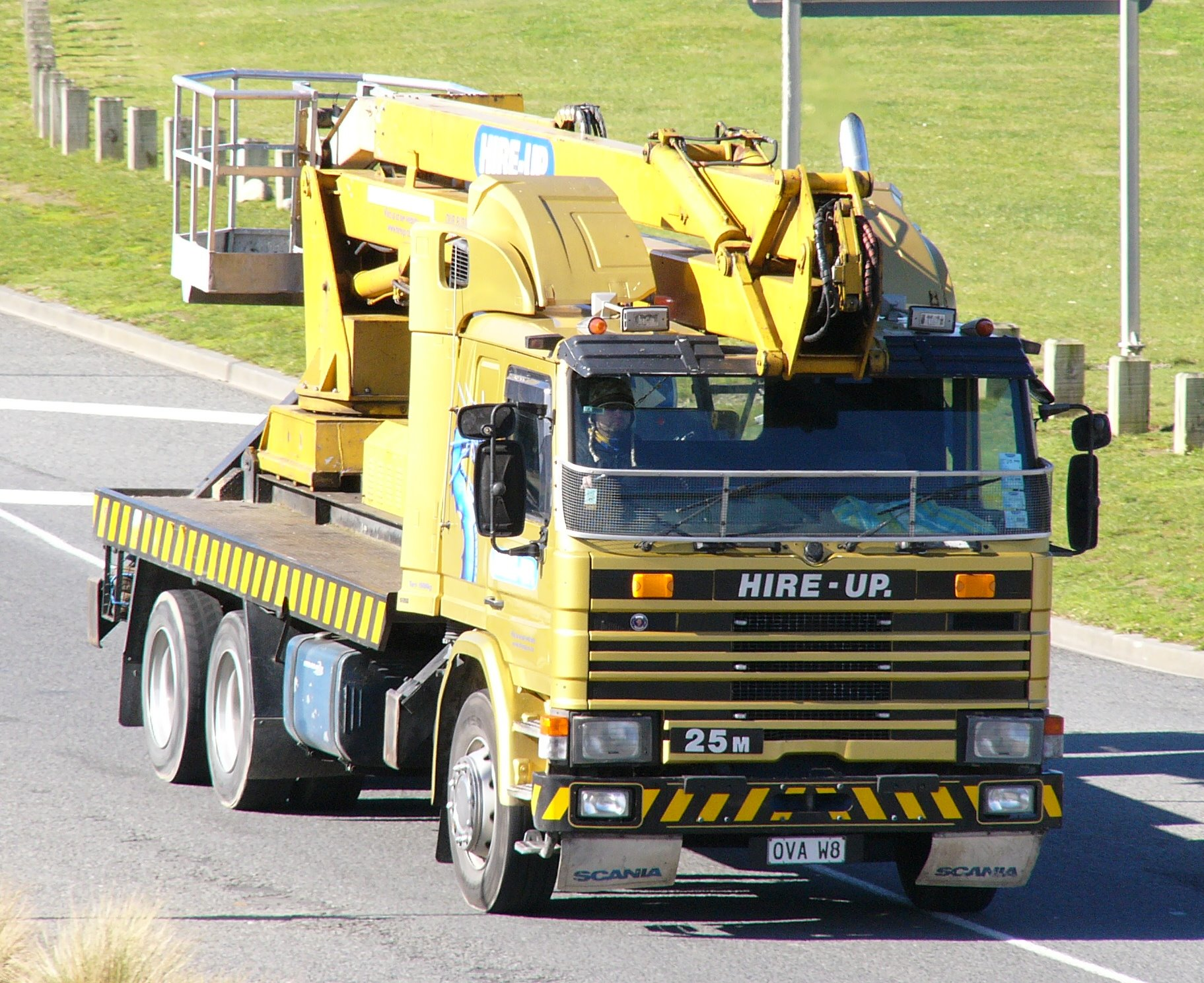
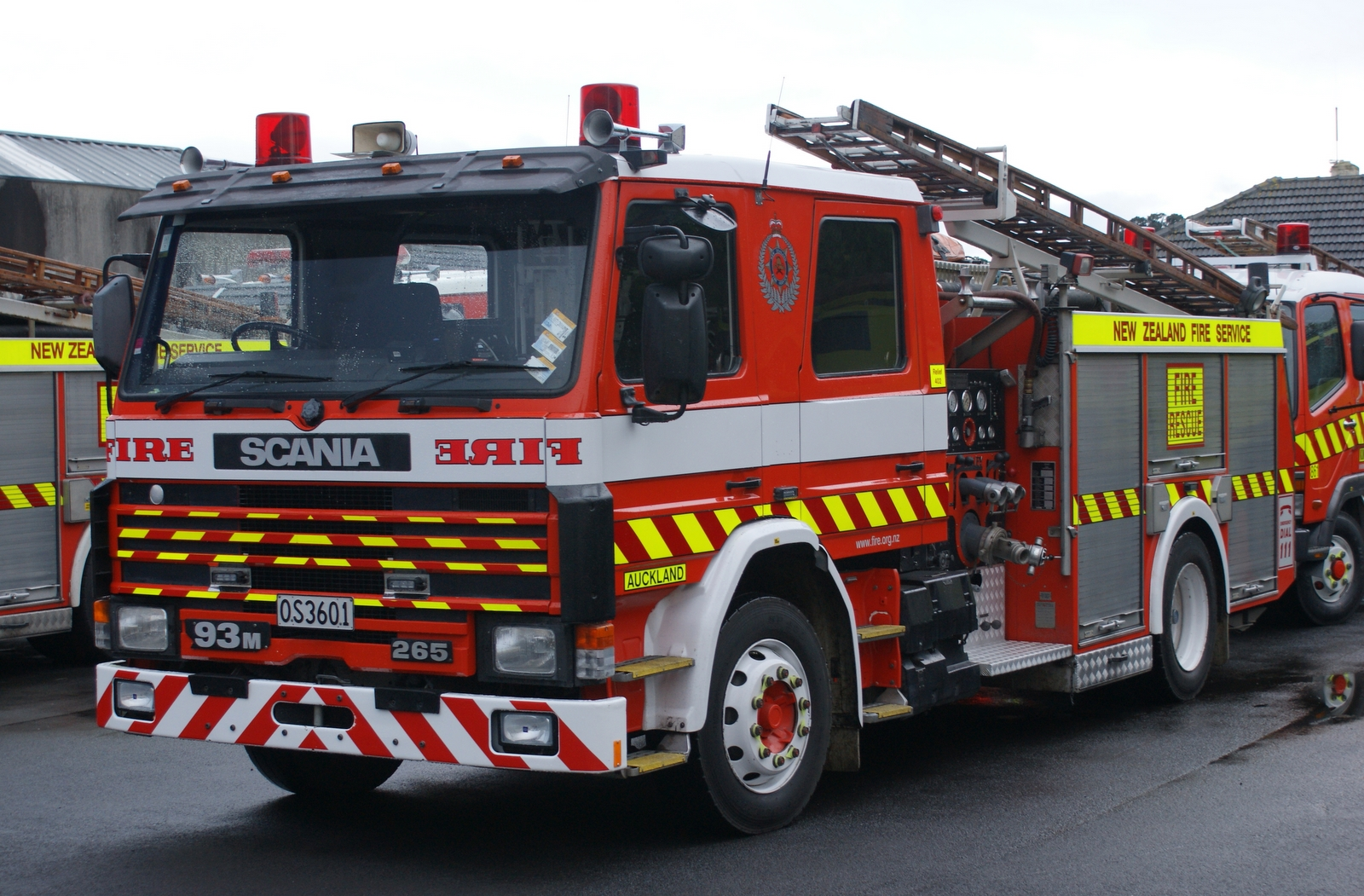